# Çorum FK
Der Çorum FK ist ein türkischer Fußballverein aus der Provinzhauptstadt Çorum der gleichnamigen Provinz. Der Verein wurde 1997 als Sportverein der örtlichen Stadtverwaltung unter dem Namen Çorum Belediyespor (deutsch Sportverein der Stadtverwaltung Çorum) gegründet und hat die Vereinsfarben rot und schwarz. Ihre Heimspiele bestreitet die Mannschaft im Çorum Şehir Stadyumu. Im Sommer 2012 erreichte der Verein den Aufstieg in die TFF 3. Lig, die vierthöchste Spielklasse, und damit die erste Teilnahme am türkischen Profifußball. Der Verein steht in keiner Beziehung zu dem bekannteren und älteren Verein Çorumspor und spielte mit diesem in der Spielzeit 2012/13 gleichzeitig in der TFF 3. Lig. Çorum Belediyespor steht  im Verdacht, eine schleichende Übernahme von Çorumspor durchzuführen. So wurden die ursprünglichen Vereinsfarben von blau und gelb, nach dem Abstieg Çorumspors in die Amateurliga auf die Vereinsfarben dieses Vereins  rot und schwarz geändert.

## Geschichte

### Gründung und die ersten Jahre
Der Verein wurde 1997 unter dem Namen Çorum Belediye Spor Kulübü, kürz Çorum Belediyespor gegründet. Nach der Vereinsgründung spielte der Klub in den regionalen Amateurligen.

### Rückkehr in den Profifußball
In der Spielzeit 2011/12 beendete der Verein die Spielzeit der Bölgesel Amatör Lig, der fünfthöchsten türkischen Liga  als Meister und stieg das erste Mal in seiner Vereinsgeschichte in die TFF 3. Lig, in die niedrigste türkische Profiliga, auf.
Seit Dezember 2019 heißt der Verein Çorum Futbol Kulübü Anonim Şirketi kurz Çorum FK.

## Erfolge
- Meister der BAL und Aufstieg in die TFF 3. Lig: 2011/12

## Ligazugehörigkeit
- 3. Liga: Seit 2019
- 4. Liga: 2012–2019
- Amateurliga: 1996–2012

## Trainer (Auswahl)
- Yavuz İncedal
- Bahri Kaya

## Präsidenten (Auswahl)
- Zeki Gül
- Fatih Özcan